# آن غولدن
آن غولدن هي مؤرخة كندية، ولدت في 1941.